# Ibn Tifilwit
Abu-Bakr ibn Tifilwit était un gouverneur almoravide de Saragosse de 1115 à 1117.

## Biographie
Ibn tifiliwit, (en arabe ابن تافلويت), un berbère de la tribu massufa du sahara, a été nommé wali de Saragosse par l'émir Ali ben Youssef pour remplacer l'ancien gouverneur Mohammed ben el-hadj. Contrairement à son prédécesseur, Ibn Tifilwit était un souverain pacifique qui s'entourait de poètes comme ibn Khafadja.  Il est connu seulement pour avoir une petite expédition militaire contre Borja et Rueda de Jalón, avec laquelle il voulait mettre Imad al-Dawla Abdelmalik à sa place. Ce dernier souverain hudid détrôné était en fait devenu le vassal d'Alphonse I d'Aragon et était hostile au district de Saragosse.
Ibn Tifilwit préférait s'adonner à la vie de cour et était ainsi devenu le point focal des événements culturels dans les salons du palais de la forteresse d'Aljafería.
Ibn Tifilwit avait nommé le philosophe Avempace comme vizir. Cependant, son personnage s'est rapidement fait de nombreux ennemis et a ensuite été incarcéré. Après sa libération, Avempace a préféré quitter la ville.
Ibn Tifilwit est décédé au cours de l'hiver 1117 et n'a eu aucun autre successeur musulman. Le 18 décembre 1118, Alphonse I entra dans la ville après l'avoir assiégée pendant longtemps selon un plan bien pensé.